# Трнићевце
Трнићевце (алб. Tërniqec) је насеље у општини Ново Брдо, Косово и Метохија, Република Србија.

## Становништво
| Демографија | Демографија | Демографија |
| Година      | Становника  | Становника  |
| ----------- | ----------- | ----------- |
| 1991.       | 124         |             |